# Diospyros macrophylla
Diospyros macrophylla là một loài thực vật có hoa trong họ Thị. Loài này được Blume mô tả khoa học đầu tiên năm 1826.